# Carex tatjanae
Carex tatjanae là một loài thực vật có hoa trong họ Cói. Loài này được Malyschev mô tả khoa học đầu tiên năm 1961.